# Bellamya pagodiformis
Bellamya pagodiformis es una especie de molusco gasterópodo de la familia Viviparidae en el orden de los Mesogastropoda.

## Distribución geográfica
Se encuentra en República Democrática del Congo y Zambia.